# 安納波利斯 (加利福尼亞州)
安納波利斯（英語：Annapolis）是位於美國加利福尼亞州索諾馬縣的一個非建制地區。該地的面積和人口皆未知。

## 地理
安納波利斯的座標為38°43′11″N 123°22′11″W / 38.71972°N 123.36972°W，而該地的平均海拔高度為235米（即771英尺）。